# NGC 897
NGC 897 est une vaste galaxie spirale située dans la constellation du Fourneau. NGC 897 a été découverte par l'astronome britannique John Herschel en 1835.

## Caractéristiques
Sa vitesse par rapport au fond diffus cosmologique est de 4 574 ± 20 km/s, ce qui correspond à une distance de Hubble de 67,5 ± 4,7 Mpc (∼220 millions d'al).
La classe de luminosité de NGC 897 est I.